# Mas Vell (Premià de Dalt)
Mas Vell és una masia de Premià de Dalt (Maresme) inclosa a l'Inventari del Patrimoni Arquitectònic de Catalunya.

## Descripció
Edifici civil. Masia formada per una planta baixa, un pis i unes golfes. Coberta per una teulada de dues vessants amb el carener perpendicular a la façana. Conserva el portal rodó dovellat i totes les finestres amb les llindes, brancals i ampits estan realitzats amb carreus de pedra, igual que els angles de l'edifici. A la planta baixa s'han fet modificacions en obrir noves obertures. A la banda dreta de la façana presenta un cos adossat perpendicularment, posterior a la primera construcció. La part posterior de la casa queda al nivell de la línia del carrer i s'accedeix al recinte a través d'una senzilla portalada d'estil barroc que combina línies concavoconvexes al coronament i allotja la imatge d'un sant. La portalada té els brancals i l'ampit de carreus de pedra.
Hi ha una inscripció a la part exterior de la portalada: 1708 MAS VELL.